# Amastra reticulata
Amastra reticulata – wymarły gatunek ślimaka z rodziny Amastridae. Był endemitem Hawajów (USA). Występował na wyspie Oʻahu.